# Велики лабуд
Велики лабуд (лат. Cygnus cygnus) велика је врста лабуда из фамилије пловки. Ово је европски пандан северноамеричком лабуду трубачу (Cygnus buccinator) и типска врста рода Cygnus. Специјски део имена врсте потиче од лат. cygnus и на латинском значи “лабуд”.

## Опис
Изглед великог лабуда доста подсећа на малог лабуда (Cygnus columbianus). Велики лабуд је велика птица са дужином тела 140–165 центиметара и распоном крила од 205 до 275 центиметара. Тежи између 7,4 и 14 килограма, са просечном тежином око 9,8—11,4 килограма код мужјака и 8,2—9,2 за женке. Највећа забележена маса птице је била тешка 15,5 килограма код примерка ухваћеног на зимовању у Данској. Сматра се најтежом птицом летачицом. Остали морфометријски подаци су: дужина крила 56,2—63,5 центиметара, дужина тарзуса 10,4—13 центиметара и дужина кљуна је од 9,2 до 11,6 центиметара. Има угласти облик главе и варијабилнију шару на кљину, при чему увек има више жуте од црне боје, за разлику од кљуна малог лабуда. Као и остали сродници, велики лабуд је вокална птица чије је оглашавање јако слично лабуду трубачу. 

## Распрострањење и екологија
Велики лабуд захтева велике водене површине за живот, поготово када је у фази раста и сазревања, јер његове ноге не могу да понесу његову тежину на дужи период. Велики лабуд проводи пуно времена у пливању, претраживању воде у потрази за храном или у једењу биљака које расту на дну водених површина.
Велики лабуд има дубоки глас и упркос својој величини, моћан је летач. Може да мигрира стотинама или хиљадама километара до својих зимовалишта у јужној Европи и источној Азији. Гнезди се у подарктичкој Евроазији, јужније од гнездећег арела малог лабуда у тајгама. Ретко се среће на гнежђењу у Шкотској, где се последњих година гнездило не више од пет парова. Може да одлута до Индијског потконтинента и западне Северне Америке. Птице са гнежђења на Исланду се редовно виђају у Великој Британији и Ирској.
Велики лабуд је моногамна врста и лабудићи остају уз родитеље током зиме и понекад се придружују прошлогодишњим младунцима. Гнезди се у влажним подручјима, полудивља птица прави гнездо било где поред воде. У изградњи гнезда учествују оба пола, док јаја инкубира само женка. Женка полаже између 4 и 7 јаја (максимално 12). Лабудићи се испиљавају после 36 дана инкубације и имају браон-сиво паперје. Способни су за лет после 120—150 дана.
Пред полазак на миграцију, велики лабуд се окупља у већа јата. У груписању им помаже звучна сигнализација.
 Лабуд који је довољно гласан може убедити до 61% осталих јединки да му се придруже. Лабуд који се не оглашава може окупити тек 35% јединки јата.
Ово је врло гласна птица, чије оглашавање подсећа на оглашавање малог лабуда, са тим да је звук великог лабуда резонантнији и има нискотонске деонице клоо-клоо-клоо груписане по три или четири у низу.

## Грип
Велики лабуд је поштована птица у Европи. Он је национална птица Финске и приказан је на финској кованици од 1 евра. Велики лабуд је врста која је обухваћена Споразумом о заштити афричко-азијских миграторних птица мочварица (AEWA). Глобално ширење вируса грипа Х5Н1 је стигло до Уједињеног Краљевства априла 2006. године када је пронађен у угинулом великом лабуду. Лабудови су јако осетљиви на овај вирус.

## Галерија
- Велики лабуд у Енглеској
- Велики лабуд у Ирској
- Млади велики лабуд у Јапану
- Млади велики лабудови са родитењима у Пољској
- Велики лабуд се одмара
- Лабуд грбац са нараџастим и велики лабуд са жутим књуном
- Музејски примерак, Исланд